# Komi – Nữ thần sợ giao tiếp
Komi - Nữ thần sợ giao tiếp, cũng được biết tới với tên gốc Komi-san wa, komyu-shō desu. (Nhật: 古見さんは、コミュ症です。 "Komi và chứng giao tiếp.") là một bộ manga Nhật Bản được viết và minh họa bởi Oda Tomohito. Bộ truyện được đăng trên tạp chí Tuần san Shōnen Sunday của Shogakukan từ tháng 5 năm 2016 đến tháng 1 năm 2025, với các chương truyện được tập hợp thành 37 tập tankōbon. Bộ truyện được phát hành tại Bắc Mỹ bởi Viz Media và tại Việt Nam bởi Nhà xuất bản Kim Đồng.
Phiên bản phim truyền hình live-action chuyển thể bao gồm 8 tập được phát sóng từ tháng 9 đến tháng 12 năm 2021, trong khi đó phiên bản anime chuyển thể do OLM sản xuất được phát sóng từ tháng 10 đến tháng 12 cùng năm, mùa 2 được phát sóng sóng từ tháng 4 đến tháng 6 năm 2022. Loạt anime được phát hành trực tuyến toàn cầu bởi Netflix. Tính đến tháng 12 năm 2021, manga đã đạt được 6 triệu bản in. Năm 2022, bộ manga giành giải thưởng Manga Shogakukan lần thứ 67 cho hạng mục shōnen.

## Cốt truyện
Vào ngày đầu tiên nhập học ở trường Cao trung Tư thục Itan danh tiếng, Komi Shōko lập tức nhận được sự chú ý từ mọi người qua ngoại hình xinh đẹp và sự lịch thiệp tao nhã. Tuy nhiên Tadano Hitohito, một cậu học sinh cao trung hết sức bình thường được xếp chỗ ngồi kế bên cô ấy, nhận ra rằng phía sau dáng vẻ quý phái đó, Komi lại mắc hội chứng về giao tiếp, không biết làm sao để nói chuyện và không thể kết bạn được với bất kì ai. Từ đó, Tadano quyết định đặt ra kế hoạch giúp Komi có được 100 người bạn, trong đó cậu chính là người bạn đầu tiên của Komi sẽ giúp cô kiếm thêm 99 người bạn nữa.

## Nhân vật
Komi Shōko (古見 硝子 (Cổ Kiến Tiêu Tử))
Lồng tiếng bởi: Koga Aoi, đóng bởi: Ikeda Elaiza
Tuy sở hữu một ngoại hình xinh đẹp, cô nàng Komi Shōko lại mắc hội chứng sợ giao tiếp, nó khiến cô hầu như không thể nói chuyện với người khác. Tuy nhiên, bởi vì vẻ cuốn hút và vóc dáng mảnh mai (vẻ đẹp này lại là kết quả từ vấn đề giao tiếp của cô), cô được người khác đánh giá tích cực là có sự tao nhã, khiến cô vô cùng nổi tiếng trong khi lại khiến người khác không dám lại gần cô hơn. Cuộc đối thoại đầu tiên của Komi và Tadano được viết trên bảng đen, cô cũng thường dùng cuốn sổ tay để bày tỏ những cảm xúc của mình. Mặc dù vậy, cô vẫn có khả năng nói chuyện bằng miệng qua điện thoại. Ước mơ của cô là vượt qua được vấn đề giao tiếp này và kết bạn được với 100 người.
Họ của cô gợi nhắc đến chứng bệnh mà những người trong dòng họ Komi (古見 (Cổ kiến)/ コミ) mắc phải, chứng giao tiếp (コミュ症 (Komyu chứng) Komyushō).
Tadano Hitohito (只野 仁人 (Chỉ Dã Nhân Nhân))
Lồng tiếng bởi: Kajiwara Gakuto, đóng bởi: Masuda Takahisa
Tadano là một học sinh cao trung "bình thường" trong mọi góc độ. Phát hiện được vấn đề trong giao tiếp của Komi và mong ước của cô, cậu kết bạn với Komi, hứa sẽ giúp Komi đạt được ước mơ có thêm 99 người bạn nữa và cậu sẽ là người bạn đầu tiên. Trong suốt quá trình của manga, Tadano dần thấy được vấn đề của Komi và hiểu được tính cách của cô hơn. Tên của cậu là một cách chơi chữ của "Tada no Hitohito" (ただの人人 n.đ. '"Chỉ là một người"' hoặc n.đ. '"Một người bình thường"').
Osana Najimi (長名 なじみ (Trường Danh Huấn Nhiễm))
Lồng tiếng bởi: Murakawa Rie, đóng bởi: Yūtarō
Là một nhân vật với giới tính mơ hồ, Osana Najimi đã là bạn với Tadano từ trường trung học. Najimi được mô tả là một kiểu nhân vật có kỹ năng giao tiếp cực kỳ tốt và làm bạn với tất cả mọi người (hệ quả của việc chuyển chỗ ở thường xuyên lúc nhỏ của Najimi). Tên của nhân vật này là một cách chơi chữ của "Osananajimi" (幼馴染 (Ấu huấn nhiễm) n.đ. '"Bạn thuở nhỏ"').
Yamai Ren (山井 恋 (Sơn Tỉnh Luyến))
Lồng tiếng bởi: Hidaka Rina
Yamai có một nỗi ám ảnh kì lạ với Komi và cực kỳ thù địch với những ai mà cô nghĩ là quá thân thiết với cô ấy, đặc biệt là Tadano. Tên của cô có liên quan đến tính cách yandere của mình.
Nakanaka Omoharu (中々 思春 (Trung Trung Tư Xuân))
Lồng tiếng bởi: Okubo Rumi
Là một người mắc Chūnibyō (hội chứng hoang tưởng của tuổi dậy thì). Cô có sở thích chơi game và hay rủ bạn đến nhà chơi mặc dù ban đầu chính cô cũng không thích ý tưởng này.
Agari Himiko (上理 卑美子 (Thượng Lý Ti Mĩ Tử))
Lồng tiếng bởi: Fujii Yukiyo
Agari là một cô gái hay lo lắng và có tính cách khổ dâm, cô cũng tự coi mình là chó của Komi. Họ của cô là chơi chữ của Chứng Agari (上がり症 (Thượng chứng)) tức đối nhân khủng bố chứng.
Yadano Makeru (矢田野 まける (Thỉ Điền Dã Chân Hoa Lưu))
Lồng tiếng bởi: Maeshima Ami
Yadano hay coi mình là đối thủ độc nhất với Komi vì cô muốn đánh bại Komi ở hầu hết ở mọi thứ, ngay cả những vấn đề nhỏ nhất. Tên của cô là cách chơi chữ của cụm từ Makeru iyada (負ける嫌だ (Phụ hiềm) n.đ. '"Ghét thua cuộc"' hoặc n.đ. '"Không chịu thua"').
Kishi Himeko (岸 姫子 Kishi Himeko)
Lồng tiếng bởi: Uchida Maaya
Kishi là một cô gái cao và là bạn của Yamai. Cánh tay trái của cô được khoác bởi một lớp giáp kim loại.
Onigashima Akako (鬼ヶ島 朱子 (Quỷ Đảo Chu Tử))
Lồng tiếng bởi: Sarah Emi Bridcutt
Onigashima là bạn của Yamai. Cô thường vô tư và thân thiện nhưng dễ nổi nóng bởi những thứ bất tiện nhỏ.
Manbagi Rumiko (万場木 留美子 Manbagi Rumiko)
Đóng bởi: Yoshikawa Ai
Manbagi là một gyaru học chung lớp với Tadano và Komi năm hai cao trung. Ban đầu cô trang điểm quá đậm khiến mọi người sợ hãi và xa lánh cô, cô dần trở nên cô đơn. Tadano và Komi kết bạn với cô và giúp cô vượt qua sự cô đơn. Tên của cô có liên quan đến cách trang điểm ganguro cùa mình.
Chiarai Shigeo (地洗井茂夫 (Địa Tẩy Tỉnh Mậu Phu))
Lồng tiếng bởi: Akabane Kenji
Shinobino Mono (忍野裳乃 (Nhẫn Dã Thường Nãi))
Lồng tiếng bởi: Ono Kenshō
Sonoda Taisei (園田大勢 (Viên Điền Đại Thế))
Lồng tiếng bởi: Sato Yuga
Komi Shōsuke (古見 笑介 Komi Shōsuke)
Lồng tiếng bởi: Enoki Junya
Em trai của Komi. Mặc dù có thể giao tiếp bình thường nhưng cậu không muốn làm vậy trừ khi cần thiết.
Tadano Hitomi (只野 瞳 Tadano Hitomi)
Lồng tiếng bởi: Uchida Maaya
Em gái của Tadano. Không giống anh trai, cô ấy rất tăng động và lập dị.
Komi Shūko (古見 秀子 Komi Shūko)
Lồng tiếng bởi: Inoue Kikuko
Mẹ của Komi. Không giống như con gái, cô có một tính cách hướng ngoại.
Komi Masayoshi (古見 将賀 Komi Masayoshi)
Lồng tiếng bởi: Hoshino Mitsuaki
Bố của Komi. Giống như con gái, ông cũng mắc chứng rối loạn giao tiếp.
Inaka Nokoko (井中のこ子 (Tỉnh Trung Nãi Lai Tử))
Lồng tiếng bởi: Han Megumi
Inaka là một cô gái từ nông thôn và luôn phấn đấu để được như Komi, người cô tin là hình mẫu lý tưởng về cô gái thành thị. Tên của cô là chơi chữ của "Inaka no ko" (田舍の子 (Điền xá chi tử) n.đ. '"Cô gái nhà quê"' hoặc n.đ. '"Cô gái nhà nông"')
Netsuno Chika (根津野 ちか Netsuno Chika)
Lồng tiếng bởi: Han Megumi
Netsuno là học sinh năm hai, cô có tính cách rất năng nổ.
Onemine Nene (尾根峰ねね (Vĩ Căn Phong Ninh Ninh))
Lồng tiếng bởi: Aoki Ruriko
Onemine là một cô gái tốt bụng và đáng tin cậy được, các bạn cùng lớp coi là có tính cách của người chị. Tên của cô là chơi chữ của từ "Onēsan" (お姉さん (Tỷ) n.đ. '"Bà chị"' hay n.đ. '"Đại tỷ"').
Otori Kaede (尾鶏楓 (Vĩ Kê Phong))
Lồng tiếng bởi: Moriyama Yurika
Otori là một cô gái có tính cách ung dung và chậm chạp. Họ của cô là cách chơi chữ của từ "Ottori" (/ おっとり n.đ. '"Dịu dàng"' hoặc n.đ. '"Dễ dãi"').
Makoto Katai (片居 誠 (Phiến Kí Thành))
Lồng tiếng bởi: Shin'ichirō Kamio, đóng bởi: Junpei Mizobata
Katai là một học sinh thường trở nên rất lo lắng khi cố gắng tỏ ra thân thiện. Tuy nhiên, do vẻ ngoài đáng sợ của mình, cậu bị coi là một kẻ du côn.
Naruse Shisuto (成瀬 詩守斗 Naruse Shisuto)
Lồng tiếng bởi: Katsuyuki Miura, đóng bởi: Yu Shirota
Naruse là một học sinh có ảo tưởng về sự vĩ đại và là một bishōnen. Tên của cậu phát âm giống như "kẻ ái kỉ" trong tiếng Nhật.
Kometani Chūsaku (米谷 忠釈 (米谷 忠釋) (Mễ Cốc Trung Thích)/ こめたに ちゅうしゃく)
Lồng tiếng bởi: Uzawa Shōtarō
Kometani là bạn của Naruse và thường phá vỡ bức tường thứ tư bằng lời thoại của mình. Tên của cậu là chơi chữ của từ "bình luận" (注釋/ ちゅうしゃく).
Sasaki Ayami (佐々木 あやみ Sasaki Ayami)
Lồng tiếng bởi: Takahashi Minami
Sasaki là thành viên của nhóm Komi trong chuyến du lịch ngoại khóa năm nhất. Cô là một bậc thầy yo-yo và đã đạt vị trí thứ ba trong giải vô địch thế giới.
Katō Mikuni (加藤 三九二 Katō Mikuni)
Lồng tiếng bởi: Uchimura Fumiko
Katō là thành viên của nhóm Komi trong chuyến du lịch ngoại khóa năm nhất. Cô mong muốn trở thành một kì thủ shogi chuyên nghiệp.
Satō Amami (左藤 甘美 Satō Amami)
Lồng tiếng bởi: Live Mukai
Satō là một cô gái ngọt ngào, người luôn đồng ý giúp đỡ bất cứ ai yêu cầu cô ấy. Cô là thành viên của Câu lạc bộ Xã hội học cùng với Ushiroda và Maeda.
Ushiroda Eiko (牛路田 影子 Ushiroda Eiko)
Lồng tiếng bởi: Uchiyama Mari
Ushiroda là thành viên của Câu lạc bộ Xã hội học cùng với Satō và Maeda. Cô lo lắng vì sự nhân hậu quá mức của Satō. Tên của cô là một cách chơi chữ của "ngồi phía sau" vì cô ấy ngồi sau Komi trong lớp.
Maeda "Jukujosukii" Hoshio (前田 "ジュクジョスキー" 星雄 Maeda Hoshio)
Lồng tiếng bởi: Kuwata Naoki
Maeda là thành viên của Câu lạc bộ Xã hội học cùng với Satō và Ushiroda. Cậu ngồi trước Komi trong lớp và là người duy nhất không tôn thờ cô ấy. Tên của cậu có nghĩa đen là "yêu phụ nữ lớn tuổi". Nó cũng chứa một cách chơi chữ tương tự như cách chơi chữ với tên của Ushiroda với "Mae" có nghĩa là "ở phía trước".
Tenjouin Ryouko (天上院 旅有子 Tenjouin Ryōko)
Lồng tiếng bởi: Uchida Maaya
Tenjouin là hướng dẫn viên xe buýt.
Người dẫn chuyện (ナレーション Narēshon)
Lồng tiếng bởi: Noriko Hidaka

## Truyền thông

### Manga
"Komi-san wa, komyu-shō desu." do Oda Tomohito viết và minh họa, được xuất bản lần đầu trên tạp chí Tuần san Shōnen Sunday của nhà xuất bản Shogakukan ở dạng chương one-shot vào ngày 16 tháng 9 năm 2015, trước khi được mở rộng thành một loạt manga hoàn chỉnh với chương đầu tiên được phát hành vào ngày 18 tháng 5 năm 2016 với vài thay đổi nhỏ. Bộ truyện kết thúc vào ngày 29 tháng 1 năm 2025. Các chương manga sau đó được Shogakukan tập hợp thành 37 tập tankōbon tính đến ngày 18 tháng 3 năm 2025. Tập đầu tiên được phát hành ngày 16 tháng 9 năm 2016. Vào tháng 11 năm 2018, Viz Media công bố bản quyền tiếng Anh của truyện và phát hành tập đầu tiên từ tháng 6 năm 2019. Tại Đài Loan, Nhà xuất bản Thanh Văn ra mắt bộ truyện vào tháng 2 năm 2018. Tại Việt Nam, bộ truyện được Nhà xuất bản Kim Đồng phát hành vào mùa đông năm 2021 dưới tên "Komi - Nữ thần sợ giao tiếp".

#### Danh sách tập truyện
| #                                                                                            | Phát hành Tiếng Nhật | Phát hành Tiếng Nhật | Phát hành tiếng Việt | Phát hành tiếng Việt |
| #                                                                                            | Ngày phát hành       | ISBN                 | Ngày phát hành       | ISBN                 |
| -------------------------------------------------------------------------------------------- | -------------------- | -------------------- | -------------------- | -------------------- |
| 01                                                                                           | 16 tháng 9, 2016     | 978-4-09-127343-7    | 6 tháng 12, 2021     | 978-604-2-23146-6    |
| 02                                                                                           | 16 tháng 12, 2016    | 978-4-09-127426-7    | 20 tháng 12, 2021    | 978-604-2-23147-3    |
| 03                                                                                           | 17 tháng 3, 2017     | 978-4-09-127509-7    | 10 tháng 1, 2022     | 978-604-2-23148-0    |
| 04                                                                                           | 16 tháng 6, 2017     | 978-4-09-127575-2    | 8 tháng 2, 2022      | 978-604-2-23148-0    |
| 05                                                                                           | 18 tháng 7, 2017     | 978-4-09-127664-3    | 21 tháng 2, 2022     | 978-604-2-23150-3    |
| 06                                                                                           | 18 tháng 10, 2017    | 978-4-09-127856-2    | 7 tháng 3, 2022      | 978-604-2-23151-0    |
| 07                                                                                           | 18 tháng 12, 2017    | 978-4-09-127885-2    | 21 tháng 3, 2022     | 978-604-2-23152-7    |
| 08                                                                                           | 16 tháng 3, 2018     | 978-4-09-128091-6    | 4 tháng 4, 2022      | 978-604-2-23153-4    |
| 09                                                                                           | 18 tháng 6, 2018     | 978-4-09-128254-5    | 25 tháng 4, 2022     | 978-604-2-23673-7    |
| 10                                                                                           | 18 tháng 9, 2018     | 978-4-09-128390-0    | 20 tháng 6, 2022     | 978-604-2-23674-4    |
| 11                                                                                           | 18 tháng 12, 2018    | 978-4-09-128590-4    | 11 tháng 7, 2022     | 978-604-2-23675-1    |
| 12                                                                                           | 18 tháng 3, 2019     | 978-4-09-128802-8    | 8 tháng 8, 2022      | 978-604-2-23676-8    |
| 13                                                                                           | 18 tháng 6, 2019     | 978-4-09-129166-0    | 19 tháng 9, 2022     | 978-604-2-23677-5    |
| 14                                                                                           | 16 tháng 8, 2019     | 978-4-09-129329-9    | 24 tháng 10, 2022    | 978-604-2-23678-2    |
| 15                                                                                           | 18 tháng 11, 2019    | 978-4-09-129441-8    | 21 tháng 11, 2022    | 978-604-2-23679-9    |
| 16                                                                                           | 18 tháng 2, 2020     | 978-4-09-129555-2    | 26 tháng 12, 2022    | 978-604-2-23680-5    |
| 17                                                                                           | 18 tháng 5, 2020     | 978-4-09-850072-7    | 30 tháng 1, 2023     | 978-604-2-23681-2    |
| 18                                                                                           | 18 tháng 9, 2020     | 978-4-09-850178-6    | 20 tháng 2, 2023     | 978-604-2-23682-9    |
| 19                                                                                           | 18 tháng 11, 2020    | 978-4-09-850277-6    | 13 tháng 3, 2023     | 978-604-2-23683-6    |
| 20                                                                                           | 18 tháng 2, 2021     | 978-4-09-850389-6    | 10 tháng 4, 2023     | 978-604-2-28401-1    |
| 21                                                                                           | 18 tháng 5, 2021     | 978-4-09-850529-6    | 8 tháng 5, 2023      | 978-604-2-28402-8    |
| 22                                                                                           | 18 tháng 8, 2021     | 978-4-09-850644-6    | 12 tháng 6, 2023     | 978-604-2-28403-5    |
| 23                                                                                           | 18 tháng 10, 2021    | 978-4-09-850720-7    | 24 tháng 7, 2023     | 978-604-2-28404-2    |
| 24                                                                                           | 18 tháng 1, 2022     | 978-4-09-850866-2    | 7 tháng 8, 2023      | 978-604-2-28405-9    |
| 25                                                                                           | 18 tháng 4, 2022     | 978-4-09-851058-0    | 25 tháng 9, 2023     | 978-604-2-28406-6    |
| 26                                                                                           | 15 tháng 7, 2022     | 978-4-09-851185-3    | —                    | 978-604-2-28407-3    |
| 27                                                                                           | 18 tháng 10, 2022    | 978-4-09-851349-9    | —                    | 978-604-2-28408-0    |
| 28                                                                                           | 18 tháng 1, 2023     | 978-4-09-851532-5    | —                    | 978-604-2-28409-7    |
| 29                                                                                           | 18 tháng 4, 2023     | 978-4-09-852027-5    | —                    | —                    |
| 30                                                                                           | 18 tháng 7, 2023     | 978-4-09-852611-6    | —                    | —                    |
| 31                                                                                           | 18 tháng 10, 2023    | 978-4-09-852853-0    | —                    | —                    |
| 32                                                                                           | 18 tháng 1, 2024     | 978-4-09-853073-1    | —                    | —                    |
| 33                                                                                           | 17 tháng 4, 2024     | 978-4-09-853220-9    | —                    | —                    |
| 34                                                                                           | 18 tháng 7, 2024     | 978-4-09-853434-0    | —                    | —                    |
| 35                                                                                           | 18 tháng 10, 2024    | 978-4-09-853635-1    | —                    | —                    |
| 36                                                                                           | 17 tháng 1, 2025     | 978-4-09-853813-3    | —                    | —                    |
| 37                                                                                           | 18 tháng 3, 2025     | 978-4-09-854029-7    | —                    | —                    |
| Mã ISBN tiếng Việt được lấy từ Cục Xuất bản, In và Phát hành - Bộ thông tin và truyền thông. |                      |                      |                      |                      |

### Anime
Phiên bản chuyển thể anime được lần đầu công bố vào ngày 11 tháng 5 năm 2021. Anime được sản xuất bởi OLM, Watanabe Ayumu làm tổng đạo diễn và Kawaoge Kazuki là đạo diễn, Akao Deko phụ trách viết kịch bản, Nakajima Atsuko thiết kế nhân vật và Hashimoto Yukari sáng tác phần nhạc nền. Bài hát mở đầu phim là "Cinderella" (シンデレラ) được thực hiện bởi nhóm Cider Girl. Bài hát kết thúc là "Hikareinochi" (ヒカレイノチ) được trình bày bởi bộ đôi Kitri. Anime được phát sóng trên kênh TV Tokyo từ ngày 7 tháng 10 đến ngày 23 tháng 12 năm 2021. Các tập phim cũng được phát hành toàn cầu theo tuần trên Netflix kể từ ngày 21 tháng 10 đến ngày 6 tháng 1 năm 2022.
Vào ngày 23 tháng 12 năm 2021, Netflix tuyên bố mùa hai được bật đèn xanh. Mùa hai lên sóng từ ngày 7 tháng 4 đến ngày 23 tháng 6 năm 2022 tại Nhật Bản, cùng với đó được phát hành từ ngày 27 tháng 4 trên Netflix. Itō Miku trình bày ca khúc mở đầu phim là "Ao 100 (hyaku) Iro" (青100色), FantasticYouth thể hiện bài hát cuối phim "Koshaberi Biyori" (小喋日和).

#### Danh sách tập phim

##### Mùa 1
| TT. | Tiêu đề | Đạo diễn                                        | Biên kịch     | Kịch bản phân cảnh              | Ngày phát hành gốc   | Ngày phát sóng toàn cầu |
| --- | --- | ----------------------------------------------- | ------------- | ------------------------------- | -------------------- | ----------------------- |
| 1   | "Chỉ là, mình ước mình có thể nói." Chuyển ngữ: "Shaberitain Desu." (tiếng Nhật: 喋りたいんです。) | Kawagoe Kazuki                                  | Akao Deko     | Kawagoe Kazuki                  | 7 tháng 10 năm 2021  | 21 tháng 10, 2021       |
| 2   | "Chỉ là một người bạn thời thơ ấu thôi." Chuyển ngữ: "Osananajimi Desu." (tiếng Nhật: 幼馴染です。)"Tớ không phải sát thủ đâu." Chuyển ngữ: "Koroshiya ja Nai Desu." (tiếng Nhật: 殺し屋じゃないです。)"Chỉ là công việc vặt đầu tiên thôi." Chuyển ngữ: "Hajimete no Otsukai Desu." (tiếng Nhật: はじめてのおつかいです。) | Andō Daiei                                      | Akao Deko     | Shibata Takumi                  | 14 tháng 10 năm 2021 | 28 tháng 10, 2021       |
| 3   | "Chỉ là nỗi sợ sân khấu thôi." Chuyển ngữ: "Agarishō Desu." (tiếng Nhật: あがり症です。)"Chỉ là điện thoại di động thôi." Chuyển ngữ: "Keitai Denwa Desu." (tiếng Nhật: 携帯電話です。)"Chỉ là bầu cử lớp trưởng thôi." Chuyển ngữ: "Iinkai Kime Desu." (tiếng Nhật: 委員会決めです。)"Chỉ là cuộc gọi tình cờ thôi." Chuyển ngữ: "Machigai Denwa Desu." (tiếng Nhật: 間違い電話です。)"Chỉ là trò Saitou thôi." Chuyển ngữ: "Saitō-san Desu." (tiếng Nhật: 齋藤さんです。)                                              | Tanaka Takahiro                                 | Akao Deko     | Kawagoe Kazuki                  | 21 tháng 10 năm 2021 | 4 tháng 10, 2021        |
| 4   | "Chỉ là cuộc kiểm tra thể chất thôi." Chuyển ngữ: "Shintai Kensa Desu." (tiếng Nhật: 身体検査です。)"Chỉ là tình yêu thôi." Chuyển ngữ: "Ren Desu." (tiếng Nhật: 恋です。) | Kawabata Erkin                                  | Akao Deko     | Kawabata Erkin                  | 28 tháng 10 năm 2021 | 11 tháng 11, 2021       |
| 5   | "Chỉ là bộ đồng phục mùa hè của mình thôi." Chuyển ngữ: "Natsufuku Desu." (tiếng Nhật: 夏服です。)"Chỉ là kì thi thể dục thôi." Chuyển ngữ: "Tairyoku Sokutei Desu." (tiếng Nhật: 体力測定です。)"Chỉ là rau, tỏi, rất nhiều mỡ lợn, xì dầu thôi." Chuyển ngữ: "Yasai Ninniku Abura Mashi Mashi Karame Desu." (tiếng Nhật: ヤサイニンニクアブラマシマシカラメです。)"Chỉ là hiệp ước máu thôi." Chuyển ngữ: "Chi no Keiyaku Desu." (tiếng Nhật: 血の契約です。)                                                          | Uchinomiya Kōki                                 | Akao Deko     | Fudesaka Akinori                | 4 tháng 11 năm 2021  | 18 tháng 11, 2021       |
| 6   | "Chỉ là một trò đùa thôi thôi." Chuyển ngữ: "Gyagu Desu." (tiếng Nhật: ギャグです。)"Chỉ là đi mua sắm thôi." Chuyển ngữ: "Kaimono Desu." (tiếng Nhật: 買い物です。)"Chỉ là tiệm làm tóc thôi." Chuyển ngữ: "Biyōin Desu." (tiếng Nhật: 美容院です。)"Chỉ là thất vọng thôi." Chuyển ngữ: "Moyamoya Desu." (tiếng Nhật: モヤモヤです。)"Chỉ là học nhóm thôi." Chuyển ngữ: "Tesuto Benkyō Desu." (tiếng Nhật: テスト勉強です。)"Chỉ là kì nghỉ hè thôi." Chuyển ngữ: "Natsuyasumi Desu." (tiếng Nhật: 夏休みです。)      | Murata Naoki                                    | Suzumori Yumi | Watanabe Toshinori              | 11 tháng 11 năm 2021 | 25 tháng 11, 2021       |
| 7   | "Chỉ là bể bơi thôi." Chuyển ngữ: "Pūru Desu." (tiếng Nhật: プールです。)"Chỉ là đá bào thôi." Chuyển ngữ: "Kakigōri Desu." (tiếng Nhật: かき氷です。)"Chỉ là thư viện thôi." Chuyển ngữ: "Toshokan Desu." (tiếng Nhật: 図書館です。)"Chỉ là công viên thôi." Chuyển ngữ: "Kōen Desu." (tiếng Nhật: 公園です。) | Yokote Sōta                                     | Suzumori Yumi | Hōjō Fumiya                     | 18 tháng 11 năm 2021 | 2 tháng 12, 2021        |
| 8   | "Chỉ là lễ hội Obon thôi." Chuyển ngữ: "Obon Desu." (tiếng Nhật: お盆です。)"Chỉ là lễ hội mùa hè thôi." Chuyển ngữ: "Omatsuri Desu." (tiếng Nhật: お祭りです。)"Chỉ là kết thúc kì nghỉ hè thôi." Chuyển ngữ: "Natsuyasumi mo Owari Desu." (tiếng Nhật: 夏休みも終わりです。) | Ishida Nobu                                     | Akao Deko     | Fudesaka Akinori                | 25 tháng 11 năm 2021 | 9 tháng 12, 2021        |
| 9   | "Chỉ là một đứa nhóc vùng quê thôi." Chuyển ngữ: "Inaka no Ko Desu." (tiếng Nhật: 田舎の子です。)"Chỉ là trò chơi điện tử thôi." Chuyển ngữ: "Terebi Gēmu Desu." (tiếng Nhật: テレビゲームです。)"Chỉ là công việc bán thời gian thôi." Chuyển ngữ: "Arubaito Desu." (tiếng Nhật: アルバイトです。)"Chỉ là có gì...dính trên mặt cậu kìa." Chuyển ngữ: "Kao ni Gomi ga Tsuitemasu... Desu." (tiếng Nhật: 顔にゴミがついてます...です。)                                                                                  | Hye-Jin Seo                                     | Suzumori Yumi | Kawabata Erkin                  | 2 tháng 12 năm 2021  | 16 tháng 12, 2021       |
| 10  | "Chỉ là ngày hội thể thao thôi." Chuyển ngữ: "Taiikusai Desu." (tiếng Nhật: 体育祭です。)"Chỉ là cảm giác không thoải mái thôi." Chuyển ngữ: "Chotto Kurushii Yō na Kimochi Desu." (tiếng Nhật: ちょっと苦しいような気持ちです。)"Chỉ là buồng chụp ảnh thôi." Chuyển ngữ: "Purinto Shīru Desu." (tiếng Nhật: プリントシールです。) | Koremoto Akira                                  | Suzumori Yumi | Yajima Tetsuo                   | 9 tháng 12 năm 2021  | 23 tháng 12, 2021       |
| 11  | "Chỉ là kế hoạch cho lễ hội văn hóa thôi." Chuyển ngữ: "Bunkasai no Dashimono Desu." (tiếng Nhật: 文化祭の出し物です。)"Chỉ là chuẩn bị cho lễ hội văn hóa thôi." Chuyển ngữ: "Bunkasai Junbi Desu." (tiếng Nhật: 文化祭準備です。)"Chỉ là phát tờ rơi thôi." Chuyển ngữ: "Chirashi Kubari Desu." (tiếng Nhật: チラシ配りです。)"Chỉ là ngày trước lễ hội văn hóa thôi." Chuyển ngữ: "Bunkasai Zenjitsu Desu." (tiếng Nhật: 文化祭前日です。)"Chỉ là hầu gái thôi." Chuyển ngữ: "Meido Desu." (tiếng Nhật: メイドです。) | Noro Shintarō                                   | Suzumori Yumi | Hakata Masatoshi                | 16 tháng 12 năm 2021 | 30 tháng 12, 2021       |
| 12  | "Chỉ là lễ hội văn hóa thôi." Chuyển ngữ: "Bunkasai Desu." (tiếng Nhật: 文化祭です。)"Chỉ là đêm lễ hội thôi." Chuyển ngữ: "Kōyasai Desu." (tiếng Nhật: 後夜祭です。)"Chỉ là sau lễ hội thôi." Chuyển ngữ: "Uchiage Desu." (tiếng Nhật: 打ち上げです。) | Kawabata Erkin Ishimaru Fuminori Kawagoe Kazuki | Akao Deko     | Hakata Masatoshi Kawagoe Kazuki | 23 tháng 12 năm 2021 | 6 tháng 1, 2022         |

##### Mùa 2
| TT. | Tiêu đề | Đạo diễn         | Biên kịch     | Kịch bản phân cảnh | Ngày phát hành gốc  | Ngày phát sóng toàn cầu |
| --- | --- | ---------------- | ------------- | ------------------ | ------------------- | ----------------------- |
| 13  | "Chỉ là mùa đông đến thôi." Chuyển ngữ: "Fuyu no Otozure Desu." (tiếng Nhật: 冬の訪れです。)"Chỉ là tên du côn thôi." Chuyển ngữ: "Furyō Desu." (tiếng Nhật: 不良です。)"Chỉ là học nhóm tại nhà Nakanaka thôi." Chuyển ngữ: "Nakanaka-san Chi de Benkyō Desu." (tiếng Nhật: 中々さんちで勉強です。)"Chỉ là thi cuối kỳ thôi." Chuyển ngữ: "Kimatsu Tesuto Desu." (tiếng Nhật: 期末テストです。) | Koremoto Akira   | Akao Deko     | Kawagoe Kazuki     | 7 tháng 4 năm 2022  | 27 tháng 4, 2022        |
| 14  | "Chỉ là bão thôi." Chuyển ngữ: "Taifū Desu." (tiếng Nhật: 台風です。)"Chỉ là ảo mộng thôi." Chuyển ngữ: "Mōsō Desu." (tiếng Nhật: 妄想です。)"Chỉ là cà phê mèo thôi." Chuyển ngữ: "Neko Kafe Desu." (tiếng Nhật: ネコカフェです。)"Chỉ là trò chơi "Tớ yêu cậu" thôi." Chuyển ngữ: "Ai Shiteru Gēmu Desu." (tiếng Nhật: 愛してるゲームです。)                                                   | Ishida Nobu      | Suzumori Yumi | Itadaki Shinji     | 14 tháng 4 năm 2022 | 4 tháng 5, 2022         |
| 15  | "Chỉ là cảm xúc thôi." Chuyển ngữ: "Kimochi Desu." (tiếng Nhật: 気持ちです。)"Chỉ là ảo mộng thôi, phần 2." Chuyển ngữ: "Mōsō Desu. Ni" (tiếng Nhật: 妄想です。2)"Chỉ là lời mời ăn trưa thôi." Chuyển ngữ: "Ohiru no Osasoi Desu." (tiếng Nhật: お昼のお誘いです。)"Chỉ là khoai lang nướng thôi." Chuyển ngữ: "Ishi Yakiimo Desu." (tiếng Nhật: 石焼き芋です。)                                | Maeya Toshihiro  | Suzumori Yumi | Kojima Masashi     | 21 tháng 4 năm 2022 | 11 tháng 5, 2022        |
| 16  | "Chỉ là Giáng Sinh thôi." Chuyển ngữ: "Merī Kurisumasu... Desu." (tiếng Nhật: メリークリスマス...です。) | Sasaki Sumito    | Suzumori Yumi | Hakata Masatoshi   | 28 tháng 4 năm 2022 | 18 tháng 5, 2022        |
| 17  | "Chỉ là người tuyết thôi." Chuyển ngữ: "Yukidaruma Desu." (tiếng Nhật: 雪だるまです。)"Chỉ là trận chiến cầu tuyết thôi." Chuyển ngữ: "Yukigassen Desu." (tiếng Nhật: 雪合戦です。)"Chỉ là cuối năm thôi." Chuyển ngữ: "Nenmatsu Desu." (tiếng Nhật: 年末です。)"Chỉ là năm mới thôi." Chuyển ngữ: "Gantan Desu." (tiếng Nhật: 元旦です。)                                                       | Takagi Hiroaki   | Suzumori Yumi | Takagi Hiroaki     | 5 tháng 5 năm 2022  | 25 tháng 5, 2022        |
| 18  | "Chỉ là dịp Tết thôi." Chuyển ngữ: "Sorezore no Oshōgatsu Desu." (tiếng Nhật: それぞれのお正月です。)"Chỉ là trượt băng thôi." Chuyển ngữ: "Aisu Sukēto Desu." (tiếng Nhật: アイススケートです。)"Chỉ là bị cảm lạnh thôi." Chuyển ngữ: "Kaze Desu." (tiếng Nhật: 風邪です。) | Maeda Motomasa   | Suzumori Yumi | Kojima Masashi     | 12 tháng 5 năm 2022 | 1 tháng 6, 2022         |
| 19  | "Chỉ là hiểu lầm thôi." Chuyển ngữ: "Gokai Desu." (tiếng Nhật: 誤解です。)"Chỉ là ảo giác thôi." Chuyển ngữ: "Genkaku Desu." (tiếng Nhật: 幻覚です。)"Chỉ là ái kỉ thôi." Chuyển ngữ: "Narushisuto Desu." (tiếng Nhật: ナルシストです。)"Chỉ là chia nhóm cho chuyến tham quan thôi." Chuyển ngữ: "Shūgakuryokō no Han Kime Desu." (tiếng Nhật: 修学旅行の班決めです。)                          | Kanno Sachiko    | Suzumori Yumi | Kanno Sachiko      | 19 tháng 5 năm 2022 | 8 tháng 6, 2022         |
| 20  | "Chỉ là chuyến tham quan của trường thôi." Chuyển ngữ: "Shūgakuryokō Desu." (tiếng Nhật: 修学旅行です。) | Hashimoto Mitsuo | Suzumori Yumi | Kojima Masashi     | 26 tháng 5 năm 2022 | 15 tháng 6, 2022        |
| 21  | "Chỉ là ngày 2 của chuyến tham quan thôi." Chuyển ngữ: "Shūgakuryokō 2-nichi-me Desu." (tiếng Nhật: 修学旅行2日目です。) | TBA              | TBA           | TBA                | 2 tháng 6 năm 2022  | 22 tháng 6, 2022        |
| 22  | "Chỉ là ngày Valentine thôi." Chuyển ngữ: "Barentain Desu." (tiếng Nhật: バレンタインです。) | TBA              | TBA           | TBA                | 9 tháng 6 năm 2022  | 29 tháng 6, 2022        |
| 23  | "Chỉ là quần tất rách thôi." Chuyển ngữ: "Densen Desu." (tiếng Nhật: 伝線です。)"Chỉ là "quỷ" và nhóm bạn thôi." Chuyển ngữ: "Oninikanabō Desu." (tiếng Nhật: 鬼に金棒です。)"Chỉ là người có ích thôi." Chuyển ngữ: "Amai Desu." (tiếng Nhật: 甘いです。)"Chỉ là cuộc tranh cãi thôi." Chuyển ngữ: "Kenka Desu." (tiếng Nhật: ケンカです。)                                                     | TBA              | TBA           | TBA                | 16 tháng 6 năm 2022 | 6 tháng 7, 2022         |
| 24  | "Chỉ là ngày Valentine Trắng thôi." Chuyển ngữ: "Howaitodē Desu." (tiếng Nhật: ホワイトデーです。)"Chỉ là một năm thôi." Chuyển ngữ: "1-Nenkan Desu." (tiếng Nhật: 1年間です。) | TBA              | TBA           | TBA                | 23 tháng 6 năm 2022 | 13 tháng 7, 2022        |

### Live-action
Vào ngày 23 tháng 7 năm 2021, đài NHK thông báo bộ truyện sẽ được chuyển thể thành loạt phim truyền hình live-action gồm 8 tập, phát sóng từ ngày 6 tháng 9 đến 1 tháng 11 cùng năm trên kênh NHK General TV. Ca sĩ Aiko thể hiện bài hát chủ đề của loạt phim.

## Đón nhận
Tính đến tháng 9 năm 2018, 10 tập tankōbon đầu tiên đã đạt được 2 triệu bản in. Tính đến tháng 2 năm 2021, 20 tập tankōbon đầu tiên đã đạt được 5.2 triệu bản in. Tính đến tháng 12 năm 2021, bộ manga đã đạt được 6 triệu bản in và tính đến tháng 6 năm 2022, đạt 7.4 triệu bản in.
Năm 2022, Komi - Nữ thần sợ giao tiếp giành giải thưởng Manga Shogakukan lần thứ 67 cho hạng mục shōnen.
Bộ manga cũng đứng thứ nhất trong cuộc bình chọn "Mong muốn được chuyển thể anime nhiều nhất" của AnimeJapan vào năm 2020.
Series cũng giành giải thưởng Crunchyroll Anime Award cho hạng mục "Anime thể loại hài hước xuất sắc nhất"  trong lễ trao giải lần thứ 6 vào năm 2022. Komi Shoko cũng được đề cử cho hạng mục "Nhân vật nữ xuất sắc nhất" trong khi series được đề cử cho hạng mục "Anime thể loại tình cảm xuất sắc nhất".